# Will Todd
Will Todd (Contea di Durham, 1970) è un pianista, musicista e compositore britannico; come pianista si esibisce regolarmente con altri nelle sue composizioni.

## Biografia
WillTodd nasce nella Contea di Durham, frequenta la Scuola Durham ed entra a far parte del coro della St Oswald's Church sotto la guida del suo direttore David Higgins. Ha proseguito gli studi musicali all'Università di Bristol. È pianista e si esibisce regolarmente con il suo trio jazz, che ha avuto un ruolo importante in una delle sue opere più conosciute, la sua Mass in Blue, (jazz sacro).

## Carriera
La Mass in Blue, jazz sacro, originariamente intitolata Jazz Mass, gli è stata commissionata dall'Hertfordshire Chorus per essere eseguita per la prima volta al Cambridge Corn Exchange nel luglio 2003 con Will Todd al pianoforte. La moglie di Todd, Bethany Halliday, si esibì come soprano solista insieme alla Blue Planet Orchestra e all'Hertfordshire Chorus, diretti da David Temple.
La sua opera The Blackened Man ha vinto il secondo premio al Concorso Internazionale Opera Verdi nel 2002 ed è stata poi messa in scena al Festival di Buxton del 2004. The Screams of Kitty Genovese, un pezzo di teatro musicale, è stato prodotto al Boston Conservatory e al New York Musical Theatre Festival. Il suo oratorio Saint Cuthbert, su libretto di Ben Dunwell basato sulla vita del santo, è stato eseguito e registrato dall'Orchestra e dal Coro Hallé diretti da Christopher Austin.
Among Angels è stato commissionato dalla Genesis Foundation ed è stato eseguito per la prima volta da The Sixteen a Salisburgo. Scritto per la WNO Max, Sweetness and Badness fu eseguito in una tournée nell'autunno 2006. Whirlwind, commissionato dalla Streetwise Opera, fu eseguito per la prima volta al Sage Gateshead.